# Açude Jacu
O Açude Jacu ou Açude da Lama fica localizado no Assentamento Patativa do Assaré, distrito de Santa Gertrudes, no município de Patos, estado da Paraíba. É o principal manancial do assentamento e recebe água do Rio Panati. Em 16 de março de 2016, quando sangrou, impossibilitou 25 famílias de se deslocarem para Patos.
A obra de esgotamento sanitário do distrito de Santa Gertrudes, realizada pela Prefeitura Municipal de Patos, trouxe transtornos para o assentamento, inclusive ocasionando a poluição do manancial, com o lançamento de esgoto.